# ビューレイスト
ビューレイスト（古ノルド語: Býleistr、英: Byleist）は、北欧神話において、ロキの兄弟とされている存在である。この縁戚関係を除けば彼について何もわかっていない。
スノッリ・ストゥルルソンは、彼の書いた『ギュルヴィたぶらかし』（第34章）の中で、「[ロキ]の兄弟はビューレイストとヘルブリンディだ」と述べている。そして、いくつかの北欧神話原典（『巫女の予言』第51スタンザ、『ヒュンドラの歌』第40スタンザ、『詩語法』第16章）では、ロキのケニングとして「ビューレイストの兄弟」（古ノルド語: bróðir Býleists）が挙げられている。
その名前については、bylr 「風」と -leiptr 「雷光」の合成であり「嵐の中で稲光を生む者」などと解せる、とする意見もある。